# 33463 Bettinagregg
33463 Bettinagregg è un asteroide della fascia principale. Scoperto nel 1999, presenta un'orbita caratterizzata da un semiasse maggiore pari a 2,3880787 UA e da un'eccentricità di 0,1383622, inclinata di 6,56833° rispetto all'eclittica.